# Kojima Productions
Kojima Productions ist ein japanisches Entwicklerstudio für Videospiele und verantwortlich für die Produktion einiger führender Serien und Titel des japanischen Spielepublishers Konami. Es entstand 2005 nach einer Konzernrestrukturierung aus dem bereits existierenden Entwicklerteam des namensgebenden Designers Hideo Kojima. Bis 2015 arbeitete das Studio vor allem an Kojimas Hauptwerk, der Action-Spionage-Reihe Metal Gear. 2015 wurden nach einer weiteren Restrukturierung seitens Konami alle Verweise auf Kojima Productions einschließlich des Logos entfernt. Kojima Productions galt trotz fehlender Bestätigung seit der Veröffentlichung von Metal Gear Solid V: The Phantom Pain als aufgelöst.
Im Dezember 2015 gründete Hideo Kojima das Entwicklerstudio als unabhängiges Unternehmen neu und kündigte zudem eine Partnerschaft mit Sony Computer Entertainment an.

## Geschichte
Die Entwicklerteams von Konami, darunter auch das Kojima-Team, firmierten bis zum 1. April 2005 als Konami Japan. Durch diese Struktur wurden Teamleiter wie Kojima neben der Spieleentwicklung auch in Managementtätigkeiten gebunden. Zum 1. April verschmolz die Konzernleitung daher Konami Japan mit der Firmenzentrale zur Konami Group, wodurch die Entwicklerteams bei Aufgaben wie dem Personal- und Finanzmanagement entlastet wurden. Gleichzeitig erhielt das bereits seit zehn Jahren bestehende Kojima-Team eine eigene Identität als Kojima Productions. Als Logo verwendete Kojima Productions das aus Metal Gear Solid (MGS) bekannte Abzeichen der Spezialeinheit Foxhound, zu der auch die Protagonisten Solid Snake und Big Boss gehörten.
Im September 2013 eröffnete Kojima Productions eine Zweigstelle in Los Angeles.
Im März 2015, ein halbes Jahr vor Veröffentlichung von Metal Gear Solid V: The Phantom Pain, entfernte Konami überraschend sämtliche Logos und Verweise auf Kojima und Kojima Productions von seinen Webseiten und Werbemitteln, die Homepage des Studios wurde auf eine MGS-Franchise-Website umgeleitet und das Studio in Los Angeles wurde in Konami Los Angeles Studio umbenannt. Gleichzeitig nahmen die Gerüchte zu, dass Kojima Productions aufgelöst sei und Kojima das Unternehmen nach Fertigstellung von The Phantom Pain verlassen werde. Auch das ebenfalls bei Kojima Productions in Entwicklung befindliche Silent Hills wurde eingestellt.
Daraufhin kam es zu zahlreichen Spekulationen und Gerüchten über den Status von Konamis führenden Designer und rapide verschlechterte Arbeitsbedingungen, auf die das Unternehmen zumeist ausweichend reagierte. Offiziell wurde eine Restrukturierung des Unternehmens zu einem stärker zentral gesteuerten Konzern angekündigt, in der Presse wurden zudem Anzeichen einer Veränderung des Geschäftsfeldes diskutiert. Demnach plane Konami, die Produktion von teuren, hochwertigen Computerspielen zugunsten des Geschäfts mit Pachinko-Spielautomaten und günstigerer Smartphone-Produktionen aufzugeben. Kojima seien in diesem Zusammenhang zahlreiche Rechte und Verantwortungsbereiche entzogen worden, Gerüchte über den Abgang des Designers zum Jahresende wurden von Konami nicht eindeutig dementiert. Konami bestätigte lediglich, dass Kojima weiterhin an The Phantom Pain arbeite und das Unternehmen auch künftig an der Marke Metal Gear Solid festhalten werde. In diesem Zusammenhang forderte Konami u. a. externe, unabhängige Entwickler auf, sich für die Konzeption eines weiteren Serienablegers zu bewerben.
Seit Anfang Oktober 2015, einen Monat nach der Veröffentlichung von The Phantom Pain, galt in der Spielepresse die Zusammenarbeit zwischen Kojima und Konami als de facto beendet und Kojima Productions damit als endgültig aufgelöst. Die offizielle Konzerndarstellung sprach dagegen lediglich von einem Erholungsurlaub des Teams nach der langen Entwicklungszeit. Im November 2015 wurden Gerüchte laut, wonach das Studio Los Angeles geschlossen sei. Im Dezember 2015 eröffnete Hideo Kojima das neue Studio Kojima Productions, welches nicht mehr zu Konami gehört. Als erstes Projekt wurde mit Death Stranding ein PlayStation-4-exklusiver Titel angekündigt, der in Zusammenarbeit mit Sony Computer Entertainment entwickelt wird. Death Stranding ist am 14. Juli 2020 auch für den PC erschienen.

## Veröffentlichungen

### Vor 2005
Obwohl Kojima Productions namentlich erst seit 2005 existierte, wurden dem Entwickler von Konami auch alle vorherigen von Kojima und seinem Team verantworteten und betreuten Produktionen zugeschrieben.
als Konami
- 1987 – Metal Gear (MSX2, NES)
- 1988 – Snatcher (PC-88, MSX2)
- 1990 – SD Snatcher (MSX2)
- 1990 – Metal Gear 2: Solid Snake (MSX2)
- 1992 – Snatcher CD-ROMantic (PCE)
- 1994 – Policenauts (PC-98, 3DO, PS, SAT)

als Konami Computer Entertainment Japan
- 1998 – Metal Gear Solid (PS, Win)
- 1999 – Metal Gear Solid: Integral (PS)
- 2000 – Metal Gear: Ghost Babel (GBC)
- 2001 – Zone of the Enders (PS2)
- 2001 – Metal Gear Solid 2: Sons of Liberty (PS2)
- 2002 – The Document of Metal Gear Solid 2 (PS2)
- 2002 – Metal Gear Solid 2: Substance (Xbox, PS2, Win)
- 2003 – Zone of the Enders: The 2nd Runner (PS2)
- 2003 – Boktai: The Sun Is in Your Hand (GBA)
- 2004 – Metal Gear Solid: The Twin Snakes (GCN)
- 2004 – Boktai 2: Solar Boy Django (GBA)
- 2004 – Metal Gear Acid (PSP)
- 2004 – Metal Gear Solid 3: Snake Eater (PS2)

### Ab 2005
- 2005 – Shin Bokura no Taiyō: Gyakushū no Sabata (GBA)
- 2005 – Metal Gear Acid 2 (PSP)
- 2005 – Metal Gear Solid 3: Subsistence (PS2)
- 2006 – Kabushiki Baibai Trainer Kabutore (DS)
- 2006 – Metal Gear Solid: Digital Graphic Novel (PSP)
- 2006 – Metal Gear Solid: Portable Ops (PSP)
- 2007 – Lunar Knights (DS)
- 2007 – Metal Gear Solid: Portable Ops Plus (PSP)
- 2008 – Metal Gear Solid 4: Guns of the Patriots (PS3)
- 2008 – Metal Gear Online (PS3)
- 2009 – Gaitame Baibai Trainer: Kabutore FX (DS)
- 2009 – Metal Gear Solid Touch (iOS)
- 2010 – Metal Gear Solid: Peace Walker (PSP)
- 2010 – Castlevania: Lords of Shadow (X360, PS3, Win)
- 2011 – Metal Gear Solid HD Collection (PS3, X360, PSVita)
- 2012 – Metal Gear Solid: Snake Eater 3D (3DS)
- 2012 – Metal Gear Solid: Social Ops (Mobile)
- 2012 – Zone of the Enders HD Collection (PS3, X360)
- 2013 – Metal Gear Solid: The Legacy Collection (PS3)
- 2014 – Metal Gear Solid V: Ground Zeroes (PS3, PS4, X360, XONE, Win)
- 2015 – Metal Gear Solid V: The Phantom Pain (PS3, PS4, X360, XONE, Win)
- 2019 – Death Stranding (PS4, PC, PS5)
- 2025 – Death Stranding 2 (PS5)